# Culver Academies

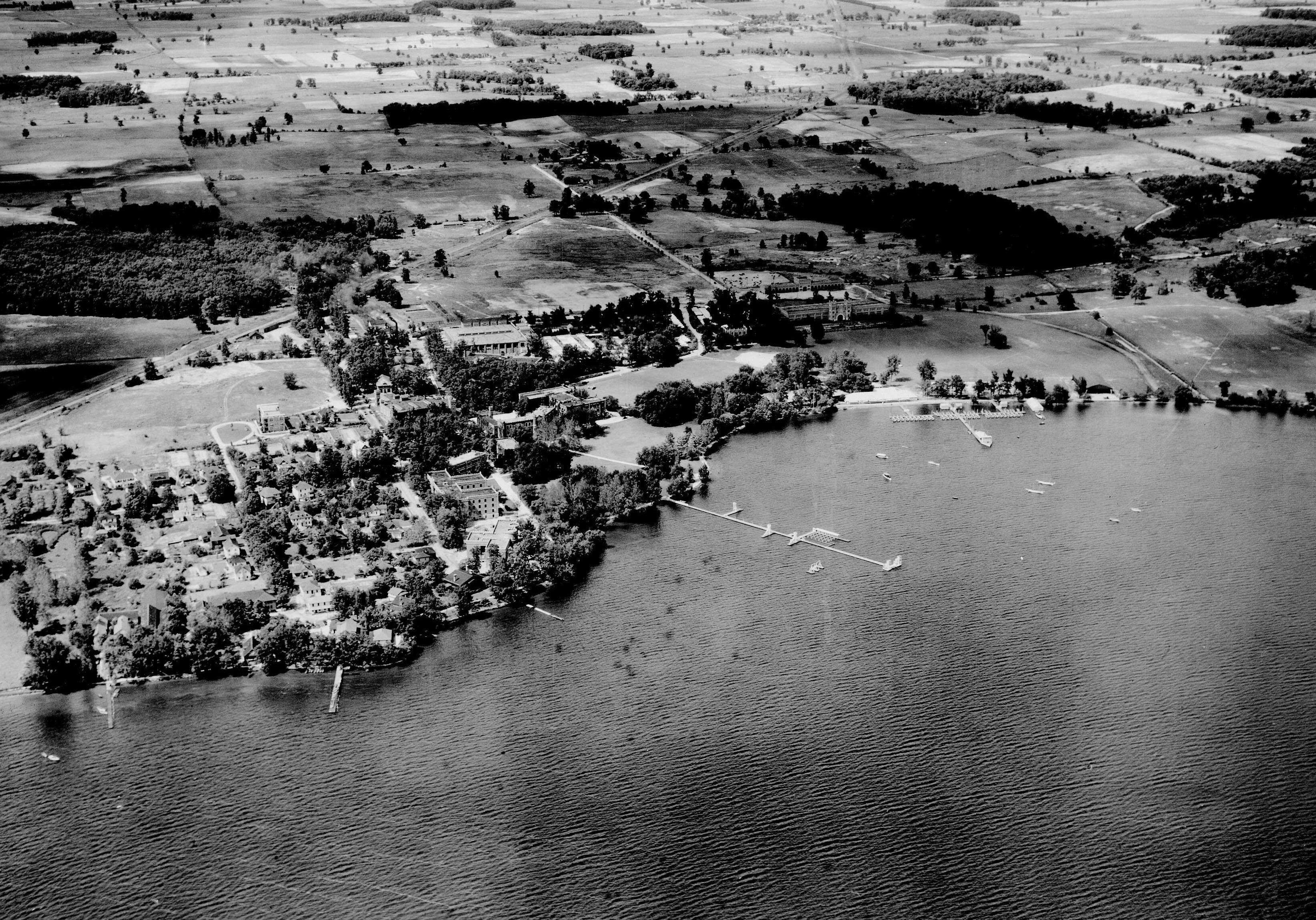
Letecký snímek, 30. léta 20. století

Culver Academies je přípravná internátní škola se sídlem v Culveru v Indianě, která se skládá ze tří subjektů: Culver Military Academy (CMA) pro chlapce, Culver Girls Academy (CGA) a Culver Summer Schools and Camps (CSSC). Culver Military Academy byla založena v roce 1894 Henry Harrisonem Culverem.

## Zařízení

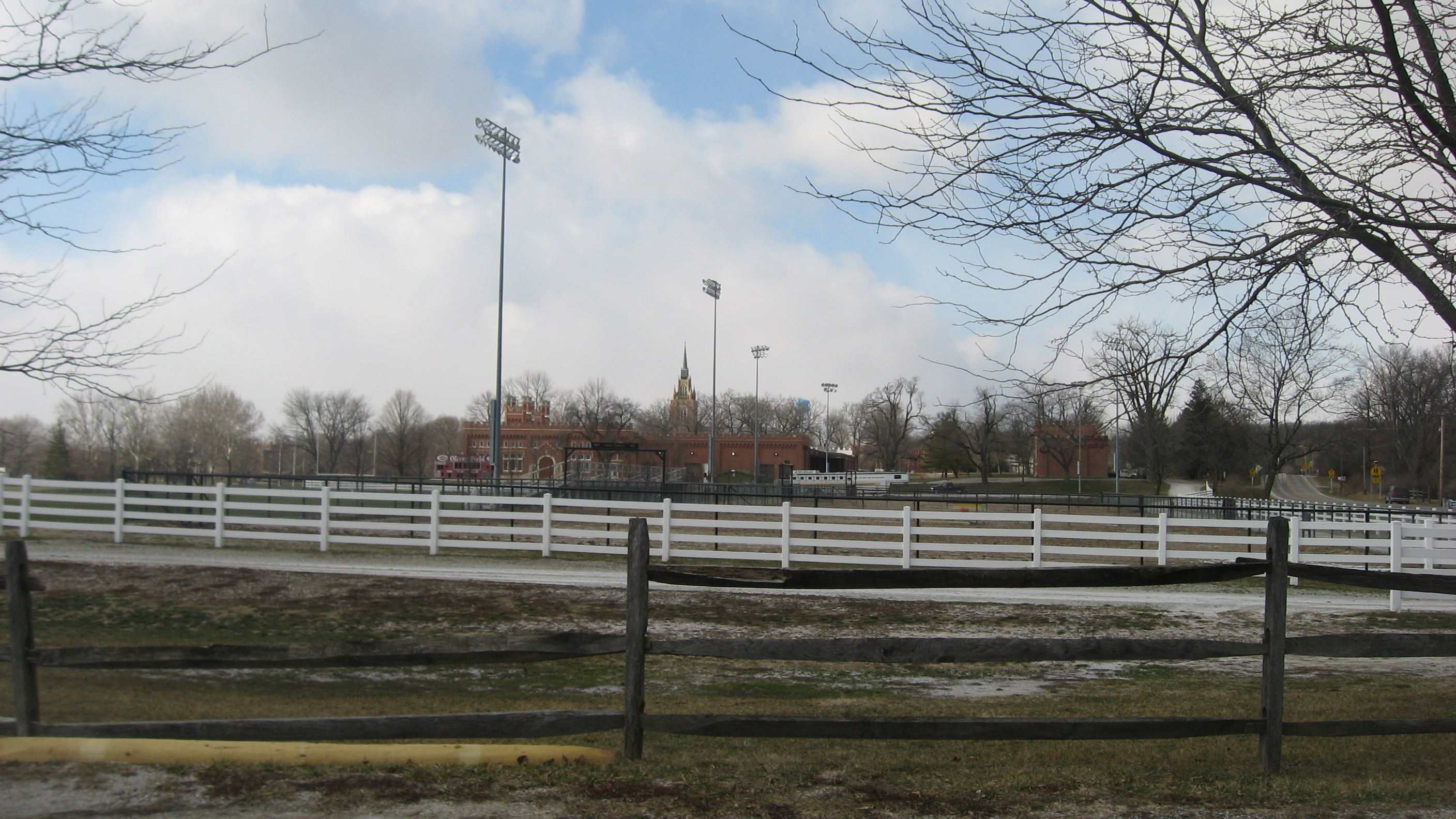
Pole u Akademie s budovami v pozadí

Nadace Eugene C. Eppleye darovala finanční prostředky na tři školní budovy, které tvoří Gignilliat Memorial Quadrangle. Eppleyho auditorium, postavené před 65 lety v roce 1959, má kapacitu 1 492 lidí. Nové Steinbrennerovo centrum múzických umění se skládá ze sálu s kulisami, tanečního studia a soukromého tanečního studia.
Culver Academies byla 1. října 1993 rozšířena přidáním Huffingtonovy knihovny o rozloze 47 000 čtverečních stop (4 366,44 m2). Budova je jižním koncem akademického čtyřúhelníku a zároveň poskytuje patronům knihovny výhled na jezero Maxinkuckee. Obsahuje sbírku přibližně 55 000 svazků a zdroje informačních technologií akademie.
Henderson Arena je základnou hokejových týmů Culver Military Academy a Culver Girls Academy.
Dne 5. října 2012 škola věnovala veslařské centrum White-Devries týmům mužských a ženských posádek.

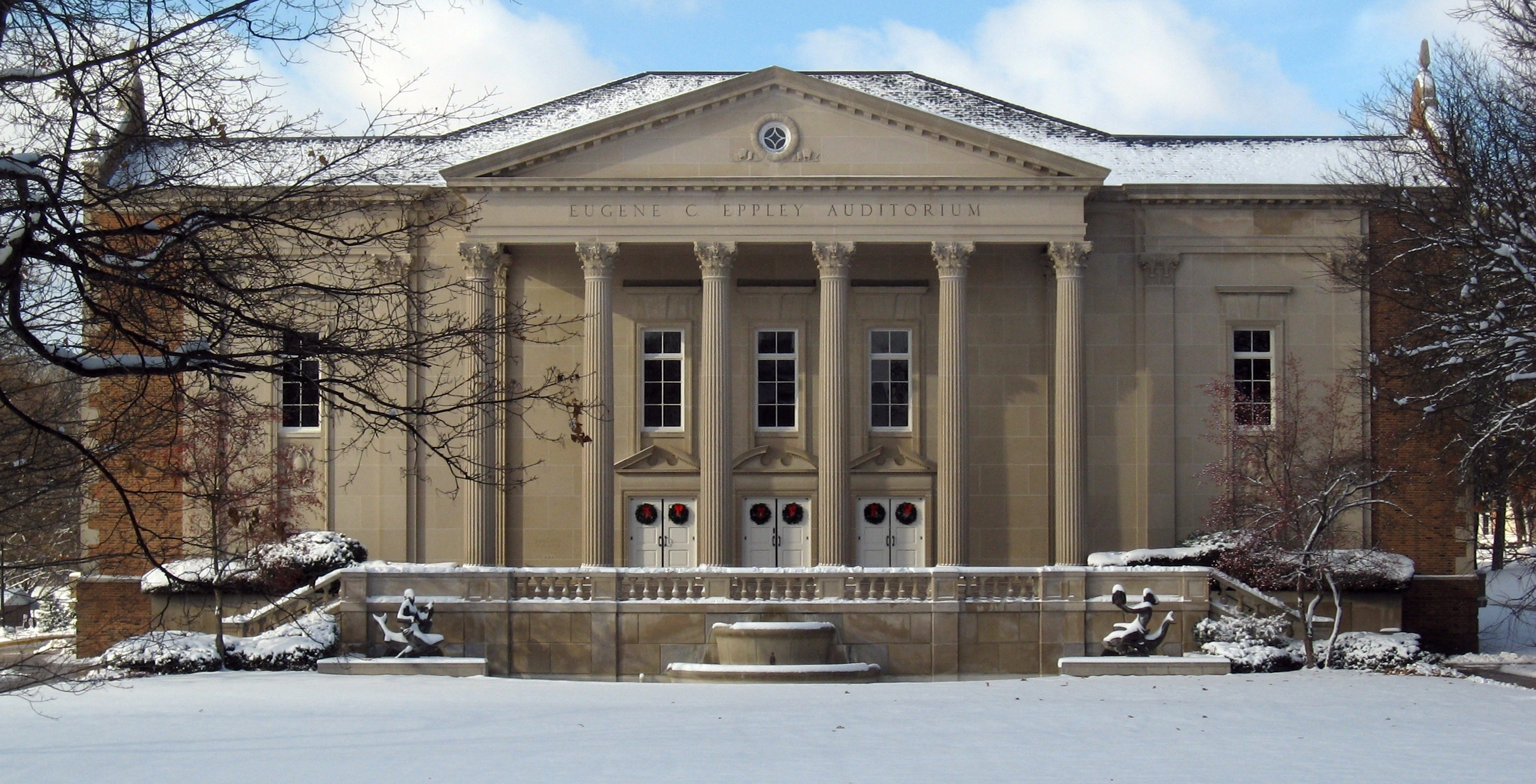
Eppleyho auditorium v zimě

Dne 9. února 2022 bylo oznámeno, že absolvent Culver Military Academy z roku 1962 George Roberts věnoval 65 milionů dolarů na stavbu Roberts Residential Quadrangle, která nahradí stávající hlavní, severní a východní kasárny.

## Významní absolventi a učitelé

### Absolventi
- Bud Adams, majitel NFL Tennessee Titans[7]
- Korunní princ Alexandr Jugoslávský
- Robert Baer, bývalý důstojník CIA a autor
- Alberto Baillères, miliardář
- Frank Batten, zakladatel Landmark Communications, The Weather Channel a weather.com
- Dierks Bentley, hudebník
- Pablo Bernal, španělský dráhový cyklista
- Elizabeth Bernsteinová, novinářka Wall Street Journal
- Michaël Brun, elektronický hudebník a DJ
- David Burpee, experimentální zemědělec a prezident společnosti W. A. Burpee Seed Company
- Quico Canseco, zástupce USA (R-TX)
- Enrico Caruso mladší, herec, zpěvák, syn známého operního tenoristy Enrica Carusa
- Sam Cohn, talentový agent
- Elgin English Crull, městský manažer Dallasu v Texasu v době atentátu na Johna F. Kennedyho
- Joseph T. Curry, člen Sněmovny reprezentantů Louisiany v letech 1930 až 1944; plantážník ve farnosti Tensas
- Luther Davis, dramatik a scenárista
- Kevin Dean, hokejista NHL
- Jonathan Dever, člen Sněmovny reprezentantů za Ohio
- Vadhir Derbez, herec a zpěvák
- Mario Domínguez, mistrovský jezdec
- Nic Dowd, hokejista NHL
- Jack Eckerd, zakladatel Eckerd Pharmacy
- Molly Engstromová, hokejistka týmu USA
- Eugene C. Eppley, hotelový magnát
- Reuben H. Fleet, zakladatel společnosti Consolidated Aircraft, průkopník letectví
- George Foreman III., profesionální boxer
- Ernest K. Gann, letec a spisovatel
- Blake Geoffrion, hokejista
- Horace Heidt, pianista a leader big bandu
- James A. Henderson, předseda Cummins, Inc.
- Mitch Henderson, vysokoškolský basketbalový trenér
- Elwood Hillis, člen Sněmovny reprezentantů USA, vnuk Elwooda Haynese
- Hal Holbrook, herec
- Tim Holt, herec
- Robert J. Huber, michiganský politik a podnikatel
- Michael Huffington, americký kongresman z Kalifornie a filmový producent
- Lamar Hunt, zakladatel Kansas City Chiefs NFL
- Jonas H. Ingram, námořní admirál a nositel Medaile cti
- Bill Koch, obchodník, námořník a sběratel; jeho loď v roce 1992 vyhrála Pohár Ameriky[8]
- Russell Lee, fotograf a fotožurnalista, nejznámější pro práci pro Farm Security Administration (FSA)
- John-Michael Liles, hokejista NHL a olympionik z roku 2006
- Joshua Logan, dramatik, scenárista a divadelní/filmový režisér
- Mason Lohrei, hokejista NHL[9]
- Daniel Anthony Manion, soudce
- George Mastics, člen Sněmovny reprezentantů za Ohio, současný krajský komisař v Palm Beach na Floridě
- Adolphe Menjou, herec
- Edmund H. North, oscarový scenárista
- Richard O'Neill, spisovatel
- Walter O'Malley, majitel baseballového týmu Brooklyn Dodgers, který v roce 1958 přestěhoval tým do Los Angeles v Kalifornii[10]
- Charles I. Murray, brigádní generál, USMC, nositel Námořního kříže a Armádního kříže za vynikající službu
- Stephen A. Orthwein, hráč póla
- Emilio Azcárraga Milmo, americko-mexický obchodník a vydavatel
- Eugene Pallette, herec
- Roger Penske, majitel Penske Corporation
- William J. Perry, ministr obrany Spojených států amerických
- Barry Richter, hokejista NHL
- George R. Roberts, finančník, partner v KKR
- Mark Salling, herec, hudebník, hrál „Pucka“ v televizní show Glee
- Jon Scieszka, autor
- Gene Siskel, filmový kritik
- Dan Sullivan, americký senátor za Aljašku
- Tal Smith, výkonný ředitel Major League Baseball, bývalý předseda Houston Astros, maratónský běžec
- Herbert Sobel, podplukovník, americká armáda, veterán z druhé světové války a první velitel Easy Company, 2. prapor, 506. P.I.R. se 101. výsadkovou divizí
- Juergen Sommer, profesionální fotbalista a trenér
- Lewis M. Steel, právník v oblasti občanských práv
- Burr Steers, herec a režisér
- George Steinbrenner, majitel New York Yankees
- Hal Steinbrenner, spolumajitel New York Yankees
- Gary Suter, hokejista NHL
- Ryan Suter, hokejista, NHL a tým USA
- Jorge Alberto Uribe, kolumbijský politik, diplomat a podnikatel
- Miles D. White, předseda představenstva a generální ředitel společnosti Abbott Labs
- James C. Wofford, olympijský jezdec
- Robert R. Young, finančník
- Jay Zeamer, Jr., nositel Medaile cti, letectvo armády USA druhé světové války
- Brennan Kapcheck, profesionální hokejista

### Učitelé
- Hillard Bell Huntington
- James Garesche Ord
- Bob Peck
- Charles DuVal Roberts
- William A. Roosma
- John Shirley Wood

### Fiktivní
- Tom Brown z Culveru